# Allmendingen bei Bern
Allmendingen bei Bern là một đô thị ở huyện Konolfingen ở bang Berne ở Thụy Sĩ. Đô thị này có diện tích 3,8 km², dân số năm tháng 12 năm 2018 là 590 người.
Đô thị này nằm ở ngoại ô phía nam Bern, giữa Rubigen và Muri bei Bern.
Cho đến cuối năm 1992, Allmendingen thuộc Rubigen và đã được tách vào ngày 1/1/1993.